# Nilivaara
Nilivaara (Heuvel met schuur) is dorp binnen de Zweedse gemeente Gällivare. Het dorp ligt aan een landweg, die start in Dokkas en noordwaarts loopt naar Masugnsbyn. Het dorp ligt beschut tussen een aantal tunturi, afgesleten bergtoppen.